# 성구회
성구회(星球會, Diamond Club)는 2009년 1월 13일에 출범된 대한민국 야구 선수들의 모임이다.
발족 취지는 그동안 받았던 팬들의 사랑을 사회에 환원하자는 것으로, 야구장학재단을 만들어 중·고등학교 선수들에게 장학금을 전달하고, 성구회배 유소년 야구대회도 개최할 예정이라고 밝혔다.
성구회의 회원 등급은 정회원과 명예회원으로 나뉜다. 정회원이 되기 위해서는 타자의 경우 2000안타, 선발 투수의 경우 200승, 마무리 투수의 경우에는 300세이브를 해야 하며, 선수 기간 중에 절반 이상을 국내에서 뛰었을 경우 가입할 수 있다. 정회원의 경우 가입 순서대로 고유번호를 받는다. 또한 성구회는 해외진출 선수라도 국내 프로야구에서 50%이상 기록을 달성했다면 가입 자격을 인정하기로 했다.

## 회원
창립멤버는 송진우, 양준혁, 전준호이며 송진우 선수가 회장으로 추대되었다.
정회원과는 별도로 성구회에 가입할 선수들은 한국 프로 야구와 일본 프로 야구를 거치며 146승(73선발승)과 132세이브를 올린 선동열 전 KIA 감독과 126승(59선발승)과 227세이브를 올린 김용수 중앙대 야구부 감독이 있다.
현재 창립회원을 제외한 멤버 중 타자에는 이승엽, 이병규, 장성호가 있고, 투수에는 오승환, 임창용이 있다.

## 현재 정회원
- 송진우 (210승(163선발승), 전 한화 이글스 선수)
- 양준혁 (2,318안타, 전 삼성 라이온즈 선수)
- 전준호 (2,018안타, 전 히어로즈 선수)
- 이종범 (2,083안타, 전 KIA 타이거즈 선수)
- 이승엽 (2,442안타, 전 삼성 라이온즈 선수)
- 이병규 (2,296안타, 전 LG 트윈스 선수)
- 장성호 (2,100안타, 전 kt 위즈 선수)
- 임창용 (382세이브, 전 KIA 타이거즈 선수)
- 오승환 (295세이브, 현 삼성 라이온즈 선수)
- 홍성흔 (2,046안타, 전 두산 베어스 선수)
- 박용택 (2,504안타, 전 LG 트윈스 선수)
- 정성훈 (2,105안타, 전 KIA 타이거즈 선수)
- 박한이 (2,058안타, 전 삼성 라이온즈 선수)
- 김태균 (2,116안타, 전 한화 이글스 선수)
- 이대호 (2,119안타, 전 롯데 자이언츠 선수)
- 이진영 (2,125안타, 전 kt 위즈 선수)
- 김현수 (2,200안타, 현 LG 트윈스 선쉬
- 손아섭 (2,373안타, 현 NC 다이노스 선수)
- 최형우 (2,306안타, 현 KIA 타이거즈 선수)
- 이용규 (2,075안타, 현 키움 히어로즈 선수)
- 최정 (2,109안타, 현 SSG랜더스 선수)
- 황재균 (2,009안타, 현 kt wiz 선수)
- 전준우 (2,000안타 현 롯데자이언츠 선수)-2025년 5월 2일 달성

## 같이 보기
- 일본 프로 야구 명구회